# 기업이론
기업이론은 존재, 행동, 구조, 시장과의 관계를 포함한 기업, 회사, 코퍼레이션의 본성을 설명하고 예측하는 수많은 경제학 이론으로 구성된다.
간단히 말해, 기업이론은 기업의 존재, 경계, 조직, 기업의 성과의 이질성, 증거라는 질문에 대한 답변을 목표로 한다.

## 거래 비용 이론

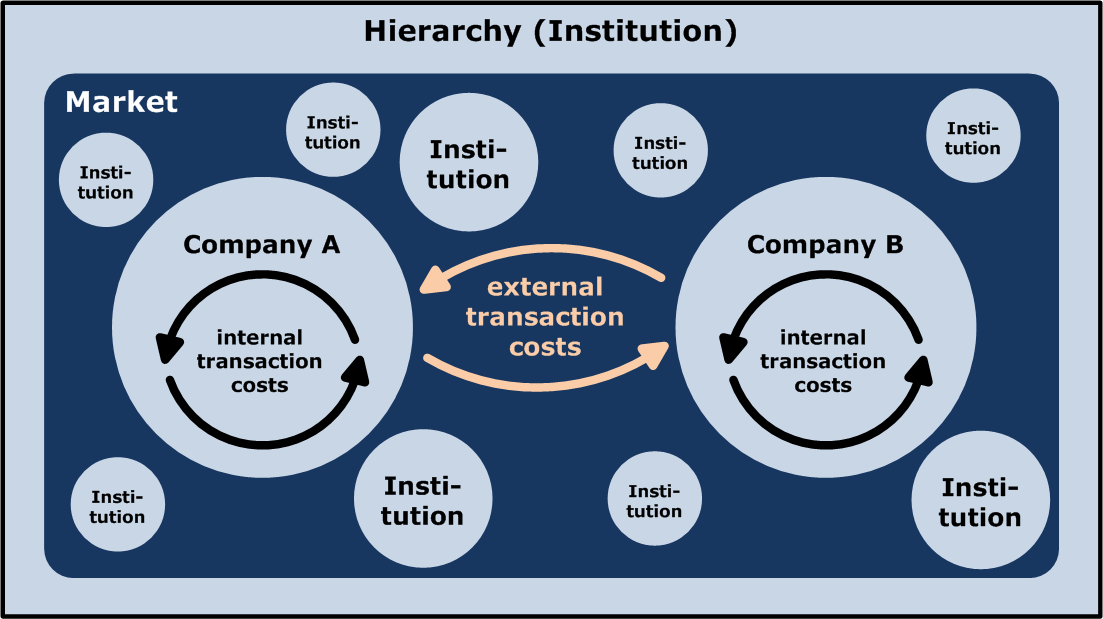

## 같이 보기
- 산업조직론
- 거래 비용